# Шухов, Иван Петрович
Иван Петрович Шухов (18 (31) июля 1906, станица Пресновская Петропавловский уезд, Акмолинская область, Российская империя — 30 апреля 1977, Алма-Ата, Казахская ССР) — казахстанский советский писатель и переводчик, журналист. Главный редактор журнала «Простор» (1963—1974).

## Биография
Родился 18 (31) июля 1906 года в станице Пресновской Петропавловского уезда Акмолинской области. Его отец, Пётр Семёнович Шухов, был гуртоправщиком. Мать, Ульяна Ивановна Шухова, будучи совершенно неграмотной, знала множество русских народных сказок, прибауток, поговорок, песен. Мальчик много ездил с отцом по казахской степи, что позже запечатлел в автобиографических «Пресновских страницах», повестях и романах, романтических новеллах.
Получил образование в Петропавловском педагогическом техникуме, затем учился на рабфаке в Омске и Литературном институте в Москве.
В середине 1920-х гг. дебютировал в омской городской прессе со стихами. С конца 1920-х годов будущий писатель работал журналистом: «К литературе я пришёл из газеты». Дружил с поэтом Павлом Васильевым. В 1931—1932 гг. были опубликованы романы «Горькая линия» и «Ненависть», принесшие Шухову, особенно после переиздания «Ненависти» в «Роман-газете», всесоюзную известность. Романы молодого писателя были высоко оценены Максимом Горьким и впоследствии неоднократно переиздавались; современный исследователь И. В. Кондаков видит в них, главным образом, «установку на воспитание в людях жестокости и безжалостности к врагам, презрения к гуманизму в эпоху Великого перелома». В 1933 г. Шухов вошёл в оргкомитет Союза писателей СССР, годом позже участвовал в его организационном съезде. В 1935 году вышла в свет книга «Родина», по которой был снят кинофильм.
9 мая 1937 года «Комсомольская правда» опубликовала статью «Личная жизнь писателя Шухова», в самом негативном свете освещавшую его отношения с женой (утверждается, что эту статью написал под псевдонимом брат жены Шухова, известный журналист Залман Румер). В августе того же года в Москве состоялся судебный процесс над Шуховым: он обвинялся «в бытовом разложении, преступном издевательстве над своей женой, третировании и избиении её по всякому пустяковому поводу и понуждении её к производству аборта», а также в незаконном хранении огнестрельного оружия, и был осуждён на два года условно. Верховный суд РСФСР по инициативе Николая Крыленко отменил этот приговор как излишне мягкий, однако прокурор А. Я. Вышинский по согласованию с И. В. Сталиным опротестовал это решение, оставив писателя на свободе.
После этого Шухов делил своё время между Москвой и Алма-Атой. В 1940-м вышел его роман «Действующая армия». После Великой Отечественной войны одна за другой публикуются книги «Облик дня», «Покорители целины», «Золотое дно», «Степные будни», «Родина и чужбина», «Дни и ночи Америки». Последняя книга Шухова, сборник разножанровых произведений «Пресновские страницы», был удостоен Государственной премии Казахской ССР.
Наряду с литературной и журналистской деятельностью, Шухов занимался переводами произведений видных казахских писателей Мухтара Ауэзова, Сабита Муканова, Габита Мусрепова, Габидена Мустафина. В течение одиннадцати лет Шухов руководил работой республиканского литературно-художественного журнала «Простор», который в 1960—1970-е годы был значительным явлением культурной жизни страны, имел своего читателя и дал путёвку в жизнь многим казахстанским прозаикам и поэтам.
Скончался 30 апреля 1977 года в Алма-Ате. Похоронен на Центральном кладбище города.

## Признание и оценки
Художник необычайно могучего дарования, он жил только литературой, а остальное относил в ряд бытовых неурядиц, которые «берут его в полон». Вероятно, в этой им самим придуманной формуле сокрыта убеждающая сила его художественного слова и все жизненные поступки, которые являют собой нечто единое целое, одну полнокровную жизнь творческого озарения.
Иван Петрович был немногословным, в общении даже скупым на слова, надо полагать, он хорошо знал цену душевной энергии, которую трудно восполнить в нашем мире, не устраивающем людей обострённой совести. Но не жалел эту душевную энергию, тратил её щедро, когда речь шла как раз о востребованности творчества писателей, в силу различных политических инсинуаций вырванных из контекста той или иной национальной культуры, как части культуры общечеловеческой.Сатимжан Санбаев

## Награды
- 2 ордена Трудового Красного Знамени (24.10.1956; 12.11.1966)
- орден Дружбы народов (06.08.1976)
- медали

### Романы и повести
1. «Горькая линия»
2. «Ненависть»
3. «Родина»
4. «Действующая армия»
5. «Облик дня»
6. «Покорители целины»
7. «Золотое дно»
8. «Степные будни»
9. «Родина и чужбина»
10. «Дни и ночи Америки»
11. «Пресновские страницы»
12. «Трава в чистом поле»
13. «Отмерцавшие марева»
14. «Дэбил»

### Новеллы
1. Девичьи косы
2. Последняя песня

### Экранизации
1. Вражьи тропы (1935 год) — по роману «Ненависть»

## Названы в честь Шухова и носят его имя
- Улица Шухова в Петропавловске, Казахстан. На этой улице находится памятник писателю, установленный в честь 100-летия со дня его рождения.
- бюст перед домом-музеем в селе Пресновка Северо-Казахстанской области.
- городская библиотека имени И. П. Шухова в Петропавловске, Казахстан.
- школа-гимназия имени И. П. Шухова в селе Пресновка, на родине писателя.
- средняя школа № 53 в городе Алматы, Казахстан.
- улица имени И. П. Шухова в городе Алматы, Казахстан.
- Сквер им. И. П. Шухова в городе Алматы, Казахстан.